# 디지털 암흑기

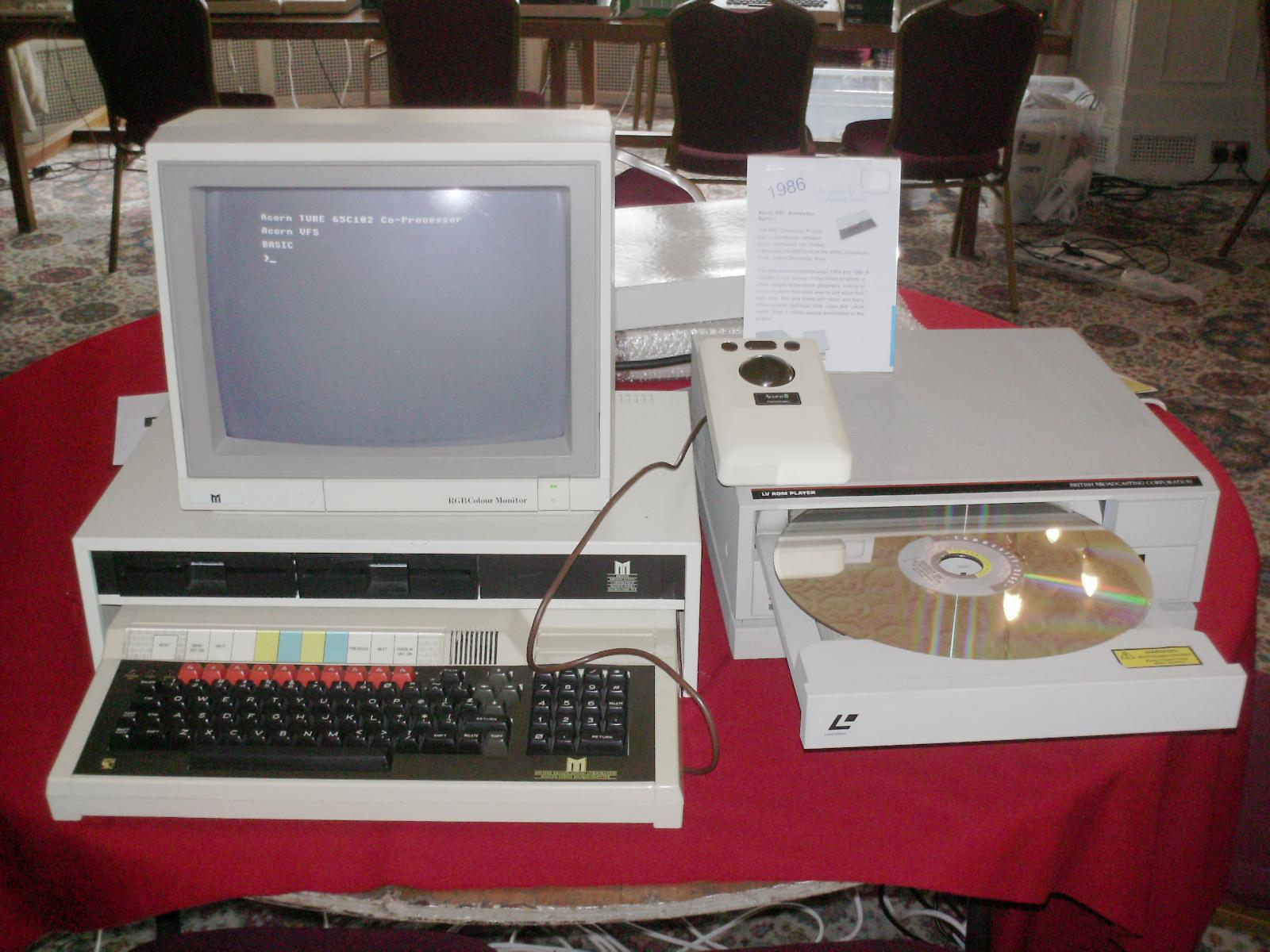
1986년 BBC 돔스데이 프로젝트의 정보를 담고 있는 레이저디스크가 설치된 컴퓨터 단말기. 원래의 돔스데이 북은 900년이 지난 지금도 여전히 읽을 수 있지만, 레이저디스크는 이미 구식으로 간주되며 읽기 어려운 상태다.

디지털 암흑기(Digital Dark Age)는 디지털 시대에 발생하는 역사적 정보의 결핍을 의미한다. 이는 시간이 지나며 파일 형식, 소프트웨어, 하드웨어가 구식이 되거나 손상되고, 희귀해지며 접근이 어려워지는 기술 변화와 데이터 소멸 현상으로 인해 발생한다. 향후 세대는 오래된 파일 형식이나 구식 저장 매체(예: 플로피 디스크)에 기록된 전자 문서와 멀티미디어 자료를 복구하거나 접근하는 데 어려움을 겪을 수 있다. 이러한 현상은 디지털 형식으로 전환된 문서의 원본이 소실되면서, 디지털 시대에 기록의 상대적 결핍이 발생할 수 있음을 암시한다는 점에서 ‘암흑기(Dark Ages)’라는 표현에서 이름을 따왔다.
해당 용어는 1997년 국제도서관협회연맹(IFLA) 회의에서 초기에 언급된 바 있다. 이 용어는 1998년 롱 나우 재단과 게티 보존 연구소가 공동 후원한 시간 및 비트 컨퍼런스에서도 언급되었다.

## 독점적이고 구식인 파일 형식
이 문제는 텍스트 문서에만 국한되지 않으며, 사진, 영상, 음성 및 기타 전자 문서에도 동일하게 적용된다. 이러한 용어가 등장하게 된 배경 중 하나는, 문서들이 특수한 하드웨어가 있어야만 읽을 수 있는 물리적 매체에 저장되어 있고, 이 하드웨어들이 문서 작성 후 수십 년 내에 더 이상 사용되지 않을 가능성이 있다는 우려 때문이다.
디지털 암흑기는 구식 파일 형식으로 인해 발생하는 문제에도 적용된다. 이 경우에는 저장된 문서를 불러오는 데 필요한 소프트웨어가 없다는 점이 문제의 원인이 된다. 특히 독점 형식이 사용된 경우, 해당 파일을 읽기 위한 적절한 소프트웨어를 작성하는 것이 불가능할 수 있어 문제가 더욱 심각해진다.

## 인터넷 아카이빙
인터넷 아카이브는 2013년에 디지털 암흑기가 이미 진행 중이라고 밝히며, 디지털 자료가 과거로 사라지는 것을 방지하는 것이 자신들의 목표 중 하나라고 언급했다. 구글 부사장 빈턴 서프는 2015년 미국과학진흥협회(AAAS) 연례 회의에서 데이터 보존에 대한 우려를 표했다. 그는 “우리에 관한 정보를 저장하는 방식이 발전함에 따라, 구형 기술을 사용하는 파일에 저장된 기억은 점점 접근이 어려워지고 있다. 이는 미래의 역사가들이 우리의 삶에 대해 알 수 없게 될 수도 있다는 뜻”이라고 밝혔다. 그가 제안한 해결책은 기존에 존재했던 모든 소프트웨어와 하드웨어의 표본을 보존함으로써 기술의 구식화를 막는 것이다. 콘텐츠, 응용 프로그램, 운영 체제, 그리고 기기에 대한 설명을 포함한 일종의 엑스레이 스냅샷을 촬영하여 이를 박물관이 아닌 클라우드 서버에 저장해야 한다고 제안했다.

## 역사적 사례
대표적인 사례로는 NASA가 있다. NASA는 초기 우주 탐사 기록에서 여러 차례 디지털 암흑기의 문제를 겪었다. 1976년 바이킹 화성 착륙선의 데이터를 담은 자기 테이프는 10년 넘게 처리되지 않은 채 방치되었으며, 이후 분석을 시도했을 때에는 데이터가 알 수 없는 형식으로 저장되어 있었고, 원래 이를 개발한 프로그래머들은 이미 사망했거나 NASA를 떠난 상태였다. 결국 해당 기록은 수개월에 걸쳐 데이터를 해독하고 기록 장비의 작동 방식을 분석한 끝에 복원되었다. 아폴로 11호의 달 착륙 당시 원본 영상 테이프는 대부분 지워지고 재사용된 것으로 보이며, 현재 남아 있는 영상 기록은 이후에 복사된 사본들뿐이다.
또 다른 사례로는 BBC의 돔스데이 프로젝트가 있다. 이 프로젝트는 돔스데이 북이 편찬된 지 900년이 지난 1986년에 영국 전역에 대한 조사를 디지털로 기록한 것이다. 1086년에 제작된 원본 돔스데이 북은 오늘날에도 여전히 읽을 수 있지만, 1986년판 프로젝트의 디스크는 이를 읽을 수 있는 소프트웨어와 디스크 드라이브가 점차 희귀해지면서 읽을 수 없게 될 것이라는 우려가 컸다. 그러나 2002년, CAMiLEON 프로젝트를 통해 해당 정보를 DomesEm이라는 시스템으로 이식하면서 현대 컴퓨터에서도 접근이 가능하게 되었다. 보다 최근에는 Domesday86 프로젝트가 이러한 보존 노력을 이어가고 있으며, 원본 레이저디스크를 위한 디지털 변환 장치와 BBC 돔스데이 컴퓨터 시스템을 에뮬레이션할 수 있는 소프트웨어를 개발하였다.

## 암호화 및 데이터 보존
암호화는 데이터 보존 문제를 더욱 악화시킬 수 있는데, 관련 소프트웨어가 존재하더라도 복호화 과정이 추가적인 복잡성을 유발하기 때문이다. 역사적으로 암호화된 데이터는 비교적 드물었지만, 과거에 사용된 매우 단순한 암호 방식조차도 해독에 큰 노력이 필요한 문서들을 다수 남겼다. 예를 들어, 제2차 세계 대전 당시 잠수함의 전술 메시지 중 하나에 사용된 기계식 암호를 해독하는 데에는 분산 컴퓨팅 프로젝트의 계산 능력이 필요했다.

## 오픈 소스 파일 형식
더 많은 기록이 디지털 형태로 저장됨에 따라, 전자 파일 형식을 표준화하려는 다양한 조치들이 이루어져 왔다. 이러한 표준화는 해당 형식을 읽을 수 있는 소프트웨어를 널리 보급하고, 필요할 경우 새로운 플랫폼에서 재구현할 수 있도록 하기 위한 것이다.
PDF/A는 어도비 시스템즈의 PDF 형식을 기반으로 한 개방형 표준이다. 이 형식은 영국을 비롯한 세계 각국의 정부와 기록 보관소에서 널리 채택되고 있다.
오피스 응용 프로그램을 위한 개방형 문서 형식(Open Document Format, OpenDocument)은 2005년 OASIS에 의해, 2006년에는 ISO에 의해 표준화되었다. 이후 OpenDocument는 다수의 오픈 소스 및 상용 소프트웨어에서 지원되기 시작했다. 따라서 오피스 응용 프로그램에서 작성된 편집 가능한 문서를 보존하기 위한 하나의 방법으로 OpenDocument를 사용하는 것이 가능하다. 더 나아가, 오픈 소스 소프트웨어의 활용 자체가 디지털 보존을 위한 예방 조치로 간주된다. 파일 형식을 읽고 쓰는 소스 코드가 공개되어 있기 때문에, 이 코드는 향후 구현의 기반으로 활용될 수 있다. 2007년, 영국 국립기록원의 최고정보책임자(CIO)는 “우리는 오픈 소스 소프트웨어를 환영한다. 그것은 우리의 업무를 더 수월하게 만들어주기 때문이다”라고 밝혔다.

## 데이터 저장 표준화
2007년 7월, 마이크로소프트는 디지털 암흑기를 방지하고 "읽을 수 없는 수백만 개의 저장된 컴퓨터 파일을 복원"하기 위해 영국 국립기록원과 협력 관계를 맺었다. 현재 영국 국립기록원은 Office Open XML, PDF, OpenDocument 등 다양한 파일 형식을 장기 보존용으로 수용하고 있다.

## 비판
디지털 암흑기 개념은 일부 학자들로부터 비판을 받고 있다. 데이비드 앤더슨과 존 틸버리 같은 학자들은 이를 지나치게 과장된 수사로 보고, “암흑기”라는 표현이 현재 상황을 부정확하게 묘사한다고 주장한다. 이들은 디지털 보존 분야에서 상당한 진전이 있었으며, 여러 기관이 장기적으로 중요한 디지털 정보를 지속적으로 발견하고 재활용하고 있을 뿐 아니라, 이를 대중과 공유하는 새로운 방식들도 개발하고 있다는 점을 그 근거로 든다. 일부 역사학자들은 디지털 암흑기 개념을 주장하는 사람들의 역사적 부정확성도 지적한다. 일부 역사학자들은 디지털 암흑기 개념을 주장하는 사람들의 역사적 부정확성도 지적한다. 예를 들어, 매릴린 디건과 사이먼 태너는 구텐베르크의 인쇄 혁명이 유럽을 암흑기로부터 구출했다고 주장하는데, 이는 고대 그리스와 고대 로마의 학문적 지식이 상실되었다는 시기를 암흑기로 보는 시각에 기반한다. 그러나 고전 학문에 대한 지식과 정보는 중세 동안 이미 회복되었으며, 이러한 회복은 주로 인쇄 혁명 때문이 아니라 이슬람 문화와 기독교 문화 간의 지적 교류의 결과였다는 반론도 제기되고 있다.

## 참고 항목
- 버려진 소프트웨어
- 아폴로 11호 실종 테이프
- 다크 데이터
- 데이터 고고학
- 데이터 손상
- 데이터 부패
- 디지털 연속성
- 디지털 노후화
- 디지털 보존
- 디스크 부패
- 문서 자유의 날
- M-DISC
- 유실 매체
- 오픈 소스 소프트웨어 운동
- 고아 저작물
- 소프트웨어 부패

## 참조
1. ↑  Young, Lauren J. (2017년 12월 15일). “Data Reawakening”. 《Science Friday》. 2018년 3월 1일에 확인함.
2. ↑  Kuny, Terry (September 1997). “A Digital Dark Ages? Challenges in the Preservation of Electronic Prevention Information” (PDF). 《63RD IFLA (International Federation of Library Associations and Institutions) Council and General Conference》. 2008년 5월 9일에 원본 문서 (PDF)에서 보존된 문서. 2011년 11월 7일에 확인함.
3. ↑  MacLean, Margaret (1999).  MacLean, Margaret; Davis, Ben, 편집. 《Time and Bits, Managing Digital Continuity》. Getty. ISBN 978-0-89236-583-8.
4. ↑  Brand, Stewart (1999년 2월 1일). “Escaping The Digital Dark Age”. 《Library Journal》 124 (2): 46–69. ISSN 0363-0277. 2005년 9월 23일에 원본 문서에서 보존된 문서.
5. ↑  “About the Internet Archive”. 2013년 10월 2일에 원본 문서에서 보존된 문서. 2013년 10월 5일에 확인함.
6. ↑  Pallab, Ghosh (2015년 2월 13일). “Google's Vint Cerf warns of 'digital Dark Age'”. BBC News.
7. ↑  Blakeslee, Sandra (1990년 3월 20일). “Lost on Earth: Wealth of Data Found in Space”. 《The New York Times》. 2012년 11월 9일에 원본 문서에서 보존된 문서. 2013년 7월 7일에 확인함.
8. ↑  “Not-Unsolved Mysteries: The "Lost" Apollo 11 Tapes”. 2019년 7월 3일. 2019년 12월 25일에 원본 문서에서 보존된 문서.
9. ↑  McKie, Robin; Thorpe, Vanessa (2002년 3월 3일). “Digital Domesday Book lasts 15 years not 1000”. The Observer. 2013년 1월 20일에 원본 문서에서 보존된 문서.
10. ↑  Digital Preservation Coalition (2012). “Media and Formats – Compression and Encryption”. 《Digital Preservation Handbook》. 2012년 7월 29일에 원본 문서에서 보존된 문서. 2013년 8월 17일에 확인함.
11. ↑  Wearden, Graeme (2006년 2월 27일). “Distributed computing cracks Enigma code”. CNET News. 2011년 8월 10일에 원본 문서에서 보존된 문서.
12. ↑  “Adobe Acrobat Engineering:PDF Standards”. Adobe. 2013년 3월 12일. 2013년 7월 7일에 원본 문서에서 보존된 문서. 2013년 7월 7일에 확인함.
13. ↑  “Viewing government documents”. Cabinet Office. Government of the United Kingdom. 2015년 8월 6일. 2015년 9월 10일에 확인함.
14. ↑  Cassia, Fernando (2007년 3월 28일). “Open Source, the only weapon against 'planned obsolescence'”. 《The Inquirer》. 2011년 1월 20일에 원본 문서에서 보존된 문서. 2012년 8월 2일에 확인함.
15. ↑  Donoghue, Andrew (2007년 7월 19일). “Defending against the digital dark age”. 《ZDNet》. 2012년 10월 23일에 원본 문서에서 보존된 문서.
16. ↑  Kennedy, Maev (2007년 7월 4일). “National Archive project to avert digital dark age”. 《The Guardian》 (London). 2010년 7월 17일에 원본 문서에서 보존된 문서. 2009년 10월 7일에 확인함.
17. ↑  Ferguson, Tim (2007년 7월 5일). “Microsoft Helps Archives Save the Past”. 《Bloomberg Businessweek》. 2007년 7월 10일에 원본 문서에서 보존된 문서. 2009년 10월 7일에 확인함.
18. ↑  Colvile, Robert (2007년 7월 5일). “How to stave off a digital 'dark age'”. 《The Telegraph》. 2012년 4월 24일에 원본 문서에서 보존된 문서. 2009년 10월 7일에 확인함.
19. ↑  “File formats for transfer – The National Archives”.
20. ↑  Harvey, Ross; Weatherburn, Jaye (2018). 《Preserving Digital Materials》 Thi판. Lanham, MD: Rowman & Littlefield. 25쪽. ISBN 9781538102961.
21. ↑  Weller, Toni (2013). 《History in the Digital Age》. Oxon: Routledge. 58쪽. ISBN 9780415666961.
22. ↑  Tredinnick, Luke (2008). 《Digital Information Culture: The Individual and Society in the Digital Age》. Oxford: Chandos Publishing. 155쪽. ISBN 9781843341703.

## 추가 읽기
- 《디지털 암흑기? 전자 정보 보존의 도전 과제》 (PDF), 1997
- 《곧 찾아올 디지털 암흑기》 – CBS 뉴스, 2003
- 《엄청난 양의 데이터가 빠르게 블랙홀 속으로 사라지고 있다》 – 가디언, 2003
- 《디지털 암흑기》 – 시드니 모닝 헤럴드, 2005
- 《인쇄 매체의 종말이 인류에 나쁜 소식인 이유》, 토니 브래들리, PCWorld, 2012년 3월 19일.
- 《비트 부패》 – 이코노미스트, 2012년 4월 28일.
- 《잃어버린 웹의 침입자들》, 디 애틀랜틱(미국), 2015년 10월.
- 팔라브 고고이, 《디지털 암흑기가 실제라면?》, 데자뷰블로그, 2016년. 2018년 4월 11일에 웨이백 머신 보관됨 2018-04-11 - 웨이백 머신에 보존됨.
- 캐슬린 A. 한센, 노라 폴 (2017). 《뉴스의 미래 보존: 역사의 초안을 지키기》. 로우먼 & 리틀필드. ISBN 978-1-4422-6712-1. OCLC 961007777.